# Креван Лавен
Креван Лавен (фр. Crevant-Laveine) насеље је и општина у централној Француској у региону Оверња, у департману Пиј де Дом која припада префектури Тјер.
По подацима из 2011. године у општини је живело 956 становника, а густина насељености је износила 48,38 становника/km². Општина се простире на површини од 19,76 km². Налази се на средњој надморској висини од 301 метар (максималној 364 m, а минималној 276 m).

## Демографија
| 1962. | 1968. | 1975. | 1982. | 1990. | 1999. | 2011. |
| ----- | ----- | ----- | ----- | ----- | ----- | ----- |
| 657   | 662   | 689   | 713   | 764   | 828   | 956   |

График промене броја становника у току последњих година